# Karel Černohorský

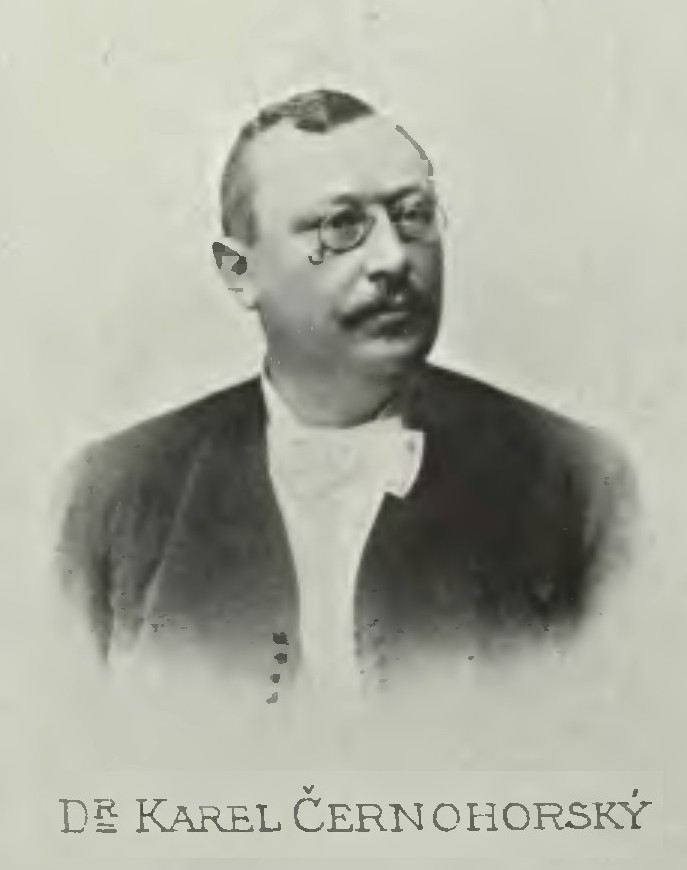
Černohorský (1899)

Karel Černohorský (* 24. Februar 1861 in Prag; † 31. Dezember 1915 ebenda) war ein tschechischer Politiker (Jungtschechen) und Rechtsanwalt. Er war Abgeordneter zum Österreichischen Abgeordnetenhaus.

## Leben
Černohorský besuchte die Volksschule in Prag und wechselte danach auf ein örtliches Gymnasium. Er studierte Rechtswissenschaften und eröffnete 1892 in Prag seine eigene Rechtsanwaltskanzlei. Er war Vizepräsident der Direktion der Prager städtischen Sparkasse und Vizepräsident der Zentralbank der böhmischen Sparkassen. Bereits im Jahr 1890 nahm Černohorský gemeinsam mit Jan Podlipný an Demonstrationen der Jungtschechen gegen Ministerpräsident Eduard Taaffe teil und gehörte in der Folge zu den radikalen Mitgliedern der jungtschechischen Partei. Er wurde Mitglied des Prager Stadtrates und 1893 in den Böhmischen Landtag gewählt, dem er bis zum Jahr 1901 angehörte. Als die Tschechen das erste Mal im Böhmischen Landtag mit der Obstruktion gegen die Errichtung des Kreisgerichtes in Trautenau begannen, stand Černohorský an der Spitze der Abgeordneten, die dieses Landesgesetz verhinderten. Im Prager Stadtverordnetenkollegium trennte er sich im Zuge einer Spaltung der Jungtschechen von seinem Parteikollegen Podlipný. Černohorský setzte sich bei der Reichsratswahl 1907 im Wahlbezirk Böhmen 4 (Obere Neustadt II) in der Stichwahl gegen den Kandidaten der Sozialdemokraten durch und war in der Folge Abgeordneter des Abgeordnetenhauses. Nachdem Ende August 1908 zwei Artikel im Prager Tagblatt erschienen waren, die die Vergabe der Lieferung von Wasserleitungsrohren für die Prager städtische Wasserleitung und eine diesbezügliche Intervention Černohorskýs thematisierten, strengte dieser mehrere Ehrenbeleidigungsprozessen an. Černohorský verlor jedoch die Prozesse gegen eine Redakteur des Prager Tagblattes sowie gegen den Zentraldirektor der Prager Eisenindustriegesellschaft und musste infolgedessen seine Obmannstelle im Klub der Jungtschechen zurücklegen. Kurz darauf verzichtete er auch auf sein Reichsratsmandant. Danach trat Černohorský politisch nicht mehr in Erscheinung. Er starb am 31. Dezember 1915 in Prag, nachdem er wenige Tage zuvor einen Schlaganfall erlitten hatte.